# (Cyanomethyliden)trimethylphosphoran
(Cyanomethyliden)trimethylphosphoran (CMMP) ist eine organische Verbindung aus den Gruppen der Nitrile und Phosphorane. 

## Herstellung
(Cyanomethyliden)trimethylphosphoran kann ausgehend von Chloracetonitril hergestellt werden. Dieses wird zunächst in Tetrahydrofuran unter einer Atmosphäre von Argon mit Trimethylphosphin zu (Cyanomethyl)trimethylphosphoniumchlorid umgesetzt. Dieses wird im zweiten Schritt mit einer knapp unterstöchiometrischen Menge an Kaliumhexamethyldisilazid umgesetzt, um CMMP zu erhalten.

## Eigenschaften
(Cyanomethyliden)trimethylphosphoran ist sehr empfindlich gegen Wasser und Luft, unter inerter Atmosphäre jedoch lange haltbar.

## Reaktionen
(Cyanomethyliden)trimethylphosphoran kann in Wittig- und Mitsunobu-Reaktionen eingesetzt werden. Normalerweise werden letztere mit Triphenylphosphin und Diethylazodicarboxylat durchgeführt, wobei ein Alkohol unter Substitution mit Stereoinversion mit einem CH-aciden Nucleophil reagiert. Dies Reaktion funktioniert jedoch nur mit guten Ausbeuten, wenn die CH-acide Verbindung einen pKS von 11 oder kleiner hat. Mit CMMP ergeben jedoch Nucleophile mit pKS bis 23 gute Reaktionsergebnisse. Zusätzlich entsteht als Nebenprodukt Trimethylphosphanoxid statt Triphenylphosphanoxid, das deutlich leichter vom Produkt abzutrennen ist. Durch die Reaktion mit CMMP und Acetoncyanhydrin können durch eine Mitsunobu-Reaktion Nitrile aus Alkoholen hergestellt werden.